# Islamización de la región de Sudán

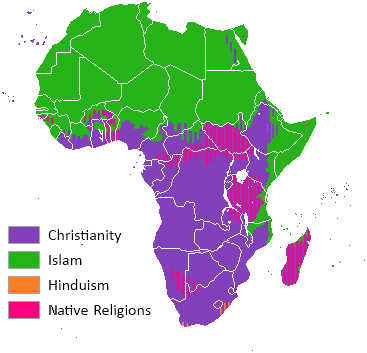
Principales divisiones religiosas en África contemporánea. Se muestra como la frontera entre el islam y el Cristianismo se fija en torno al límite sur del Sahel.

La islamización de la región de Sudán (también conocido como Sahel) es un proceso histórico de conquista militar y conversión religiosa que comenzó en el siglo VIII d. C. y terminó casi completamente en el siglo XVI. No obstante, se considera que sigue en marcha en el sentido de que puede ser considerado como fuente de conflicto social, religioso y militar en los diferentes estados del Sahel.

## Historia
Tras la conquista del norte de África que tuvo lugar en el siglo VIII d. C., el islam se aventuró hacia el África subsahariana; primero siguiendo el valle del Nilo hacia Nubia y posteriormente también a través del Sahara hacia el África Occidental, interesándose en el comercio transahariano, especialmente en el comercio de esclavos.
La expansión de la cultura árabe e islámica fue un proceso gradual que tuvo lugar durante la mayor parte de la Edad Media. Los reinos cristianos de Nubia empezaron a estar sometidos a presión a partir del siglo VII, pero resistieron durante varios siglos, hasta que los reinos de Makuria y Dongola colapsaron hacia comienzos del siglo XIV.
En la expansión del islam en África jugaron un rol muy significativo las órdenes sufi desde el siglo XIX hasta el XIV, extendiéndose hacia el sur en torno a las rutas comerciales que discurrían entre el norte de África y los reinos subsaharianos de Ghana y Malí. En la costa de África Occidental establecieron zawiyas, así como en las márgenes del río Níger. La orden Sanusi también se implicó activamente en el trabajo misionero en África hasta el siglo XIX, expandiendo tanto el islam como un elevado nivel de alfabetización en la región hasta lugares tan al sur como el lago Chad y más allá. El Imperio de Malí se convirtió al islam tras el peregrinaje a La Meca de Musa I de Malí en 1324. Tombuctú pasó a ser un importante centro de cultura islámica en el sur del. Alodia, el último resto de la Nubia cristiana, fue destruida por los funj en 1504.

## Geografía y sociedad
Como consecuencia de este proceso histórico, la mayor parte de la región de Sudán es actualmente musulmana. Esto incluye a países como Sudán (tras la secesión del cristiano Sudán del Sur), las partes del norte de Chad y Níger, la mayor parte de Malí, Mauritania y Senegal.
El problema de la esclavitud en África contemporánea es más pronunciada en estos países, sobre todo a lo largo de la frontera racial entre los árabes al norte y los negros en el sur.
Esta «frontera» también ha generado conflictos entre las poblaciones árabes y las poblaciones negras no árabes. Ejemplos recientes de este tipo de conflicto son el conflicto de Darfur, el conflicto en el norte de Malí o la insurgencia islamista en Nigeria.